# Charles Clary
Charles Clary (24 de março de 1873 – 24 de março de 1931) foi um ator norte-americano da era do cinema mudo. Ele atuou em 206 filmes entre 1910 e 1930.

## Filmografia selecionada
- Brown of Harvard (1911)
- The Carpet from Bagdad (1915)
- Joan the Woman (1917)
- The Rose of Blood (1917)
- Madame Du Barry (1917)
- The Silent Lie (1917)
- A Girl Named Mary (1919)
- The Woman in Room 13 (1920)
- The Penalty (1920)
- A Connecticut Yankee in King Arthur's Court (1921)
- The Hole in the Wall (1921)
- Cause for Divorce (1923)
- Prodigal Daughters (1923)
- Empty Hands (1924)
- The Golden Bed (1925)
- Super Speed (1925)
- The Coast of Folly (1925)
- Mighty Like a Moose (1926; curta)
- Satan Town (1926)